# Holzbach (Maxwell Bay)
Koordinaten: 62° 12′ 0″ S, 58° 56′ 0″ W
Der Holzbach ist ein Bach auf der Fildes-Halbinsel von King George Island, der größten der Südlichen Shetlandinseln.
Seine beiden Quellbäche entspringen am Fuße der Davies Heights (auf der Karte von 1984 als „Zentralberge“ beschriftet). Nach deren Zusammenfluss fließt er südostwärts über eine Reihe von Strandterrassen (und in den 1980er Jahren an einem Tanklager vorbei) zur Rocky Cove („Steinbucht“ auf der Karte), einer nördlichen Nebenbucht der Maxwell Bay. Weiter südwestlich fließt der Kiesbach, weiter nordöstlich der Steinbach in die Bucht.
Im Rahmen zweier deutscher Expeditionen zur Fildes-Halbinsel in den Jahren 1981/82 und 1983/84 unter der Leitung von Dietrich Barsch (Geographisches Institut der Universität Heidelberg) und Gerhard Stäblein (Geomorphologisches Laboratorium der Freien Universität Berlin) wurde der Bach zusammen mit zahlreichen weiteren bis dahin unbenannten geographischen Objekten der Fildes-Halbinsel neu benannt und dem Wissenschaftlichen Ausschuss für Antarktisforschung (Scientific Committee on Antarctic Research, SCAR) gemeldet.